# Terre de fer

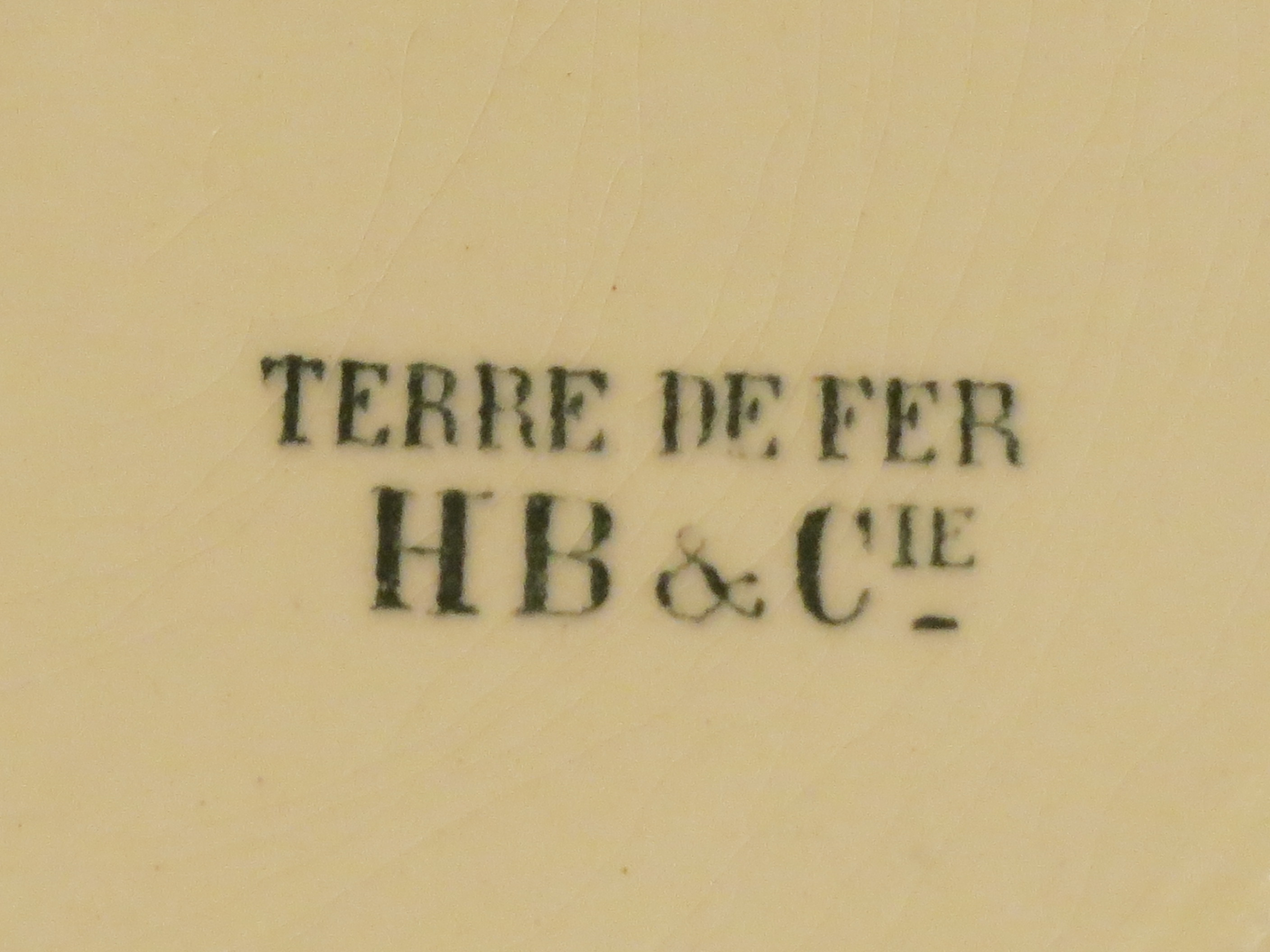
Marque Terre de Fer de la fabrique de Hippolyte Boulanger

La Terre de fer est une appellation commerciale désignant une céramique en faïence fine, proche de la porcelaine, à laquelle sont mêlés du feldspath et du kaolin, pour la rendre plus blanche et plus résistante. Elle apparaît en France vers 1770, se répand vraiment à l'époque de la céramique, pour atteindre son apogée vers 1900.
Les principales manufactures ayant eu une production de Terre de fer se sont situées dans le Nord (faïences du Moulin des Loups, de Saint-Amand, Orchies, Hamage), en région parisienne (faïenceries de Creil, de Montereau, de Choisy-le-Roi), dans l'Est (faïences de Sarreguemines, de Clairefontaine (70).